# Maria Gadú

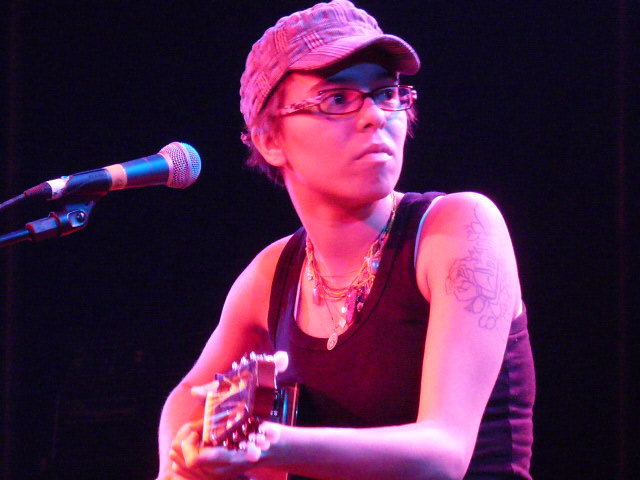
Maria Gadú bei einem Auftritt in Porto Alegre

Mayra Corrêa Aygadoux, besser bekannt als Maria Gadú (* 4. Dezember 1986 in São Paulo), ist eine brasilianische Sängerin, Komponistin und Gitarrenspielerin aus dem Bereich des MPB. Sie war als Sängerin für den Latin Grammy 2010 vorgeschlagen in der Kategorie Best New Artist.

## Biografie
Bereits als Kind war Gadú musikbegeistert. Nach nur wenigen Monaten Gitarrenunterricht konnte sie zwar noch keine Noten lesen, aber bereits eigene Stücke komponieren. Shimbalaiê, einer ihrer späteren größten Hits, schrieb sie bereits im Alter von 10 Jahren. Seit ihrem 13. Lebensjahr trat sie in Bars und auf Familienfesten auf. Nach zwei Jahren in Europa als Straßenkünstlerin zog sie Anfang 2008 nach Rio de Janeiro. Dort spielte sie in den Bars des Stadtteils Tijuca, wo man auf ihr Talent aufmerksam wurde.
Anfang 2009 brachte Maria Gadú ihr erstes Album heraus, das ihren Namen trägt. Schon bald nach dem Erscheinen ihres Albums erlangte die Sängerin schnell Aufmerksamkeit in den brasilianischen Medien. Am 21. Februar 2010 wurde Maria Gadú mit der goldenen Schallplatte für über 50.000 verkaufte CDs ihres ersten Albums ausgezeichnet.
Im Jahr 2010 gab sie einige gemeinsame Konzerte mit dem Alt-Star der MPB, Caetano Veloso, woraus ein 2011 veröffentlichtes Live-Album entstand.
2011 wurde das Debütalbum von Maria Gadú auch in Europa veröffentlicht. In Portugal und Italien konnte es sich in den Top Ten platzieren und der Song Shimbalaiê war in Italien ein Nummer-eins-Hit. 2014 erschien dann das Album auch in Deutschland und konnte sich auch dort in den Charts platzieren.
Maria Gadú bekennt sich öffentlich zu ihrer Homosexualität.

## Diskografie

### Alben
- 2009: Maria Gadú (BR: Platin)[2]
- 2010: Multishow Ao Vivo
- 2011: Multishow Ao Vivo (Caetano e Maria Gadú, BR: ×2Doppelplatin )
- 2012: Mais Uma Página
- 2013: Nós
- 2015: Guelã
- 2016: Guelã Ao Vivo

### Singles
- 2009: Shimbalaiê (BR: Gold)
- 2009: Dona Cila (BR: Gold)

### Videoalben
- 2010: Multishow Ao Vivo
- 2011: Multishow Ao Vivo (Caetano e Maria Gadú, BR: Platin)